# Ходулочники
Ходулочники (лат. Himantopus) — род водных птиц из семейства шилоклювковых. В сравнении с родственными шилоклювками ходулочники имеют прямой (а не изогнутый кверху) клюв, более длинные ноги и сравнительно короткую шею. Задний палец редуцирован. Крылья длинные и узкие, очень острые. В сложенном состоянии они далеко выдаются за обрез хвоста.
Ходулочники представлены достаточно широко в обоих полушариях, отсутствуя лишь в северной части умеренных широт, полярных и безводных регионах планеты. Особый случай представляет собой чёрный ходулочник, распространённый исключительно в Новой Зеландии. Этот вид, общая численность которого в дикой природе в настоящее время не превышает 100 особей, к концу XX столетия подвергся почти полному исчезновению. Основными угрозами для чёрного ходулочника и причинами его вымирания является истребление хищниками (в том числе, интродуцированными человеком — кошками, фретками, ежами, серыми крысами) и искусственное изменение ландшафтов — использование земель под сельское хозяйство и строительство гидроэлектростанций.
Во всех случаях ходулочники занимают схожие биотопы: зарастающие травой болота, заливные поля, берега внутренних водоёмов с пресной или солоноватой водой, эстуарии, обнажаемые во время отлива участки побережий морских заливов. Питаются преимущественно водными насекомыми, мелкими моллюсками и ракообразными.

## Классификация
Ранее в состав рода включали только два вида Himantopus himantopus и Himantopus novaezelandiae.
В составе рода выделяют пять видов:
- Himantopus himantopus — Ходулочник
- Himantopus leucocephalus
- Himantopus mexicanus
- Himantopus melanurus
- Himantopus novaezelandiae — Чёрный ходулочник